# Manduca lanuginosa
Manduca lanuginosa ist ein Schmetterling (Nachtfalter) aus der Familie der Schwärmer (Sphingidae).

## Merkmale
Die Falter haben eine Vorderflügellänge von 57 bis 70 Millimetern. Ihre Färbung variiert deutlich. Das Spektrum der Färbungen reicht von schwach gezeichneten Tiere, die Manduca muscosa ähnlich sehen, bis zu kontrastierend mit hellen und dunklen Mustern gezeichneten Tieren, die kräftig gefärbten Ceratomia-Arten ähneln.
Den Faltern fehlt sowohl der weiße Diskalfleck auf den Vorderflügeln als auch die gelbe Zeichnung auf dem Hinterleib. Das und ihre grau gefärbten Schultern und die diffuse graubraune Flügelfärbung unterscheiden die Art deutlich von ähnlichen Schwärmern. Die Grundfarbe der Vorderflügel variiert jedoch von dunkelbraun bis hellgrau. Von Manduca florestan unterscheidet sie sich durch die dumpfere, einheitlichere Färbung, die schwarzen Flecken an den Seiten des Hinterleibs sind weniger intensiv schwarz als bei der ähnlichen Art. Weitere ähnliche Arten sind Manduca dilucida und Manduca barnesi.

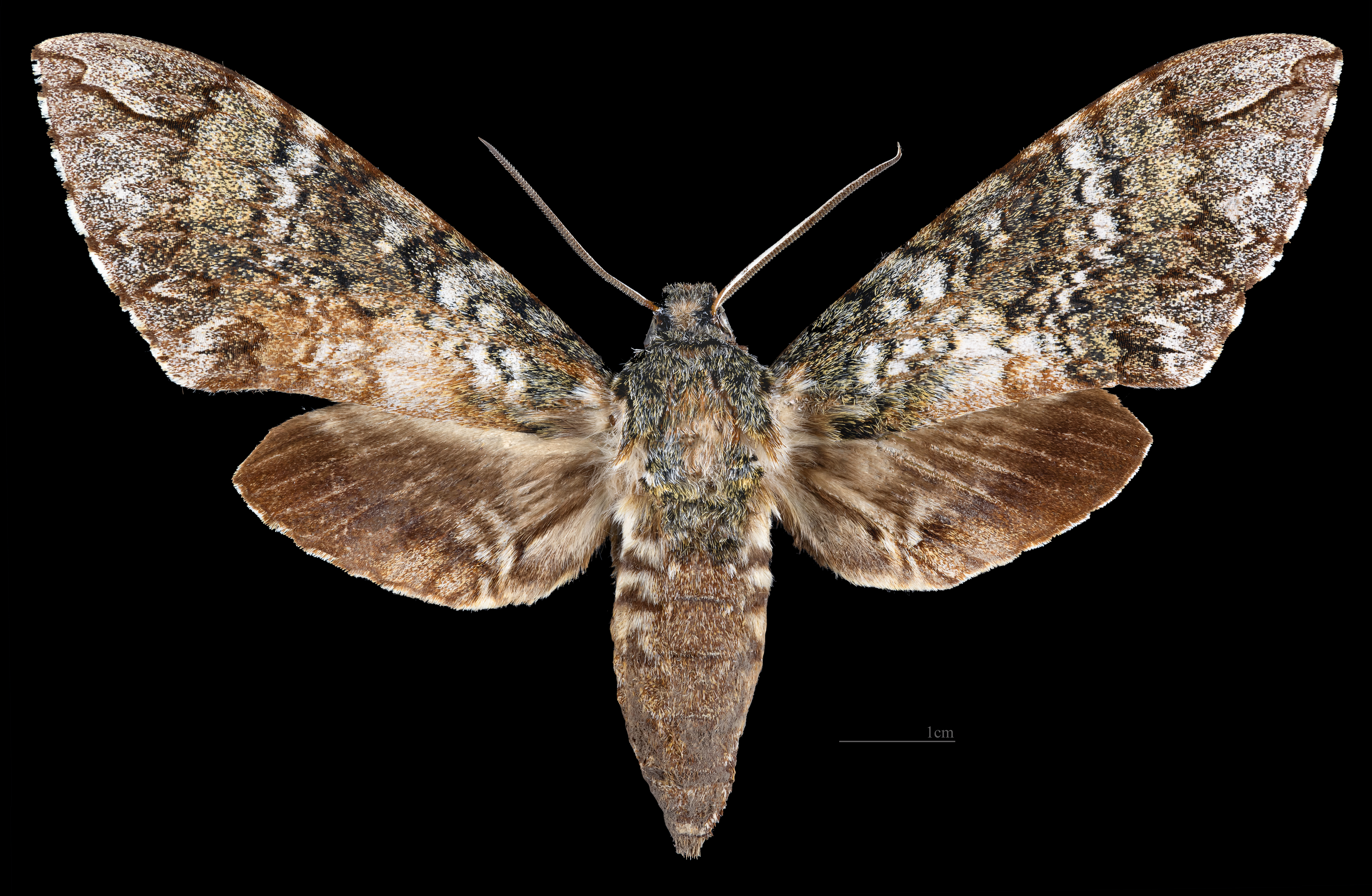
Manduca lanuginosa  ♀
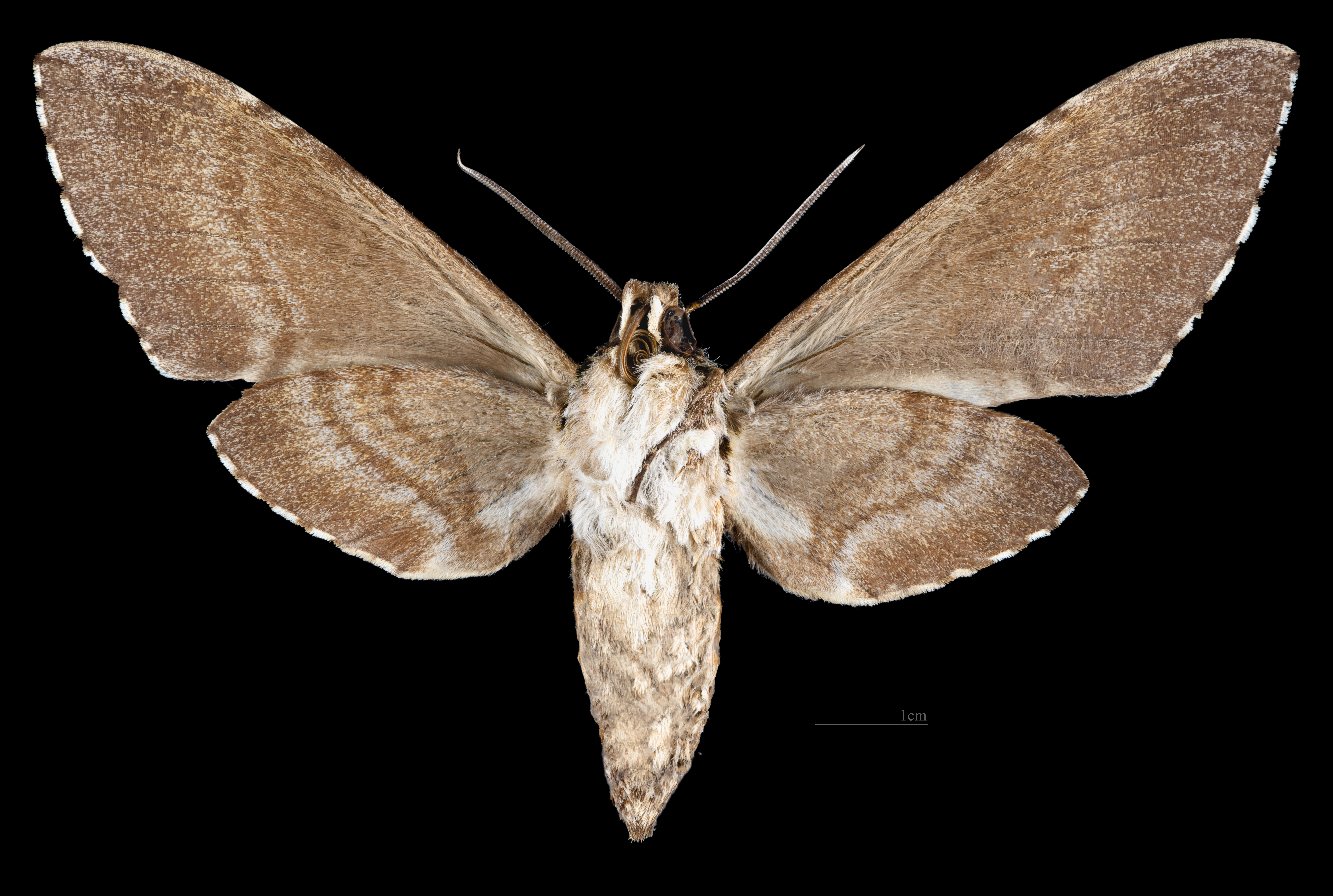
Manduca lanuginosa ♀ △

Die Raupen haben eine grüne, gelblich-grüne oder schwärzlich-violette Grundfarbe. Ausgewachsen haben sie auf Grund ihres rauen Körpers und der Musterung gewisse Ähnlichkeit mit denen von Manduca rustica. Sie haben sieben schräge, weiße Seitenstreifen, die kräftig rötlich-violett gerandet sind. Am Rücken setzen sich die Streifen in einer Linie von kleinen, schwarz geringelten, weißen Punkten fort. Der Rücken ist stark mit weißen Sekundärborsten besetzt, die am Thorax aus weißen, dornigen Fortsätzen und am Hinterleib aus weißen Punkten entspringen. Das Analhorn ist rötlich-violett und sehr körnig. Die Seitenstreifen sind nicht so markant wie bei den Raupen von Manduca florestan.
Die Puppe ist tief schwärzlich-violett und hat eine glatte Oberfläche. Die Rüsselscheide ist sehr kurz, nur etwas vom Körper abgesetzt und endet in einer verdickten Spitze.

## Vorkommen
Die Art ist neotropisch von Mexiko bis Mittelamerika verbreitet. Aus den Vereinigten Staaten von Amerika ist nur ein einzelner Nachweis aus dem Hidalgo County (Texas) bekannt.
Manduca lanuginosa besiedelt trockene Wälder und ist in Costa Rica an der pazifischen Seite der Area de Conservacion Pacifico Central und von dort nordwärts verbreitet.

## Lebensweise
Falter wurden nachts beim Blütenbesuch an Calliandra marginata beobachtet.

### Flug- und Raupenzeiten
Die Art fliegt in Costa Rica in einer Generation während der Regenzeit von Mai bis Juni.

### Nahrung der Raupen
Die Raupen sind an Cydista heterophylla, Arrabidaea chica, Arrabidaea molissima, Crescentia alata, Cydista diversifolia, Tabebuia ochracea und Macfadyena unguis-cati aus der Familie der Trompetenbaumgewächse (Bignoniaceae) sowie Cornutia grandifolia und Rehdera trinervis aus der Familie der Eisenkrautgewächse (Verbenaceae) nachgewiesen.

## Entwicklung
Die verpuppungsbereiten Raupen graben sich drei bis zehn Zentimeter tief in den Erdboden ein und verpuppen sich innerhalb von vier bis fünf Tagen in einer gegrabenen Kammer. Die Puppenruhe beträgt manchmal nur sechs Wochen, häufig überliegen sie aber von der Verpuppung im Juni bis in den Mai des darauf folgenden Jahres.

## Belege